# So Young
"So Young" é um compacto da banda irlandesa The Corrs, do álbum Talk on Corners.

## Desempenho nas paradas musicais
| Parada               | Melhor posição |
| -------------------- | -------------- |
| Irish Singles Chart  | 29             |
| UK Singles Chart     | 6              |
| Swiss Singles Charts | 80             |